# Mary Todd Lincoln
Mary Todd Lincoln (Lexington, 13 dicembre 1818 – Springfield, 16 luglio 1882) fu la moglie di Abraham Lincoln, sedicesimo presidente degli Stati Uniti d'America.

## Biografia

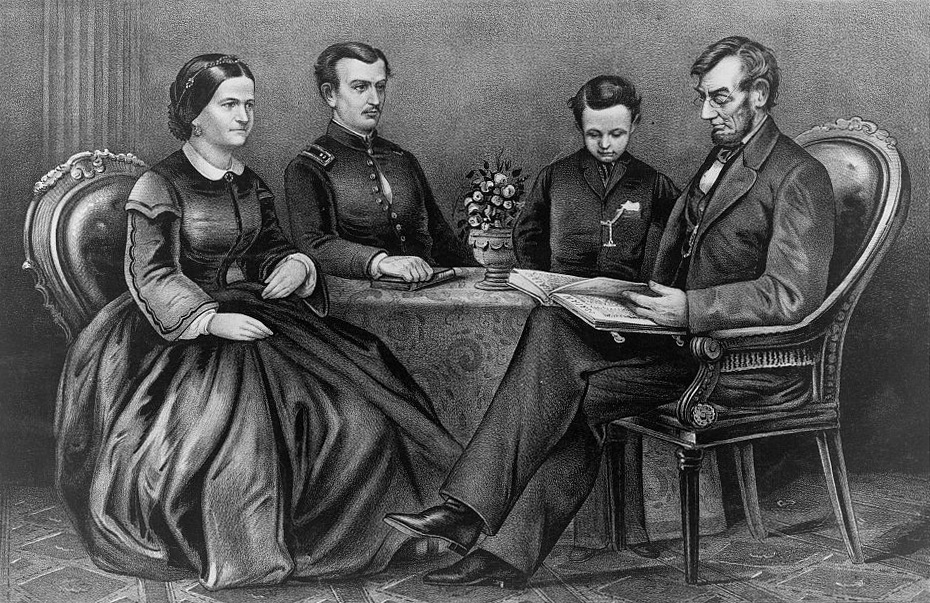
La famiglia Lincoln, al centro i figli Robert e Thomas (Tad)

Di origini britanniche ma nata a Lexington nel Kentucky, da Robert Smith Todd, un banchiere, ed Elizabeth Parker-Todd, Mary crebbe fra gli agi. All'età di sette anni, sua madre morì, e il padre si risposò nel 1826 con Elizabeth "Betsy" Humphreys-Todd, con la quale Mary ebbe un rapporto alquanto difficile. Dal nuovo matrimonio del padre nacquero altri quattordici figli. Ben presto Mary lasciò la casa paterna per studiare, così che già all'età di venti anni era una giovane donna colta e apprezzata a Springfield, dove si era trasferita per vivere presso la sorella Elizabeth Edwards.
Proprio in quel periodo, Mary Todd accettò il corteggiamento di Abraham Lincoln che sposò il 4 novembre 1842 all'età di ventitré anni. Mentre Lincoln raggiungeva traguardi sempre maggiori nella sua carriera di avvocato, Mary accudiva la famiglia sempre più numerosa. La coppia ebbe quattro figli: Robert Todd Lincoln (1843-1926), Edward Baker Lincoln (1846-1850), William Wallace Lincoln (1850-1862) e Thomas "Tad" Lincoln III (1853-1871). Di questi, soltanto Robert e Thomas raggiunsero l'età adulta e solo Robert sopravvisse alla madre.
Durante gli anni trascorsi alla Casa Bianca, Mary Lincoln dovette affrontare le difficoltà scaturite dalle differenze culturali fra l'ambiente di Washington e quella che era la sua cultura. Inoltre, la first lady, dopo la morte del figlio Willie nel 1862, unitamente a quella di alcuni suoi fratelli durante la guerra di secessione, cadde in un profondo stato di depressione che le faceva soffrire continui mal di testa. Oltretutto, Mary Lincoln era spesso vittima di irrazionali esplosioni di collera in pubblico. Rimase piuttosto nota una scenata fatta nei confronti del marito, dopo averlo visto cavalcare al fianco della moglie del generale Ord. I compiti di Mary Lincoln alla Casa Bianca comprendevano varie funzioni sociali: la first lady, infatti, spesso visitava gli ospedali per regalare fiori e frutta ai soldati, e li aiutava con la corrispondenza. A volte accompagnava il marito durante le visite al fronte.

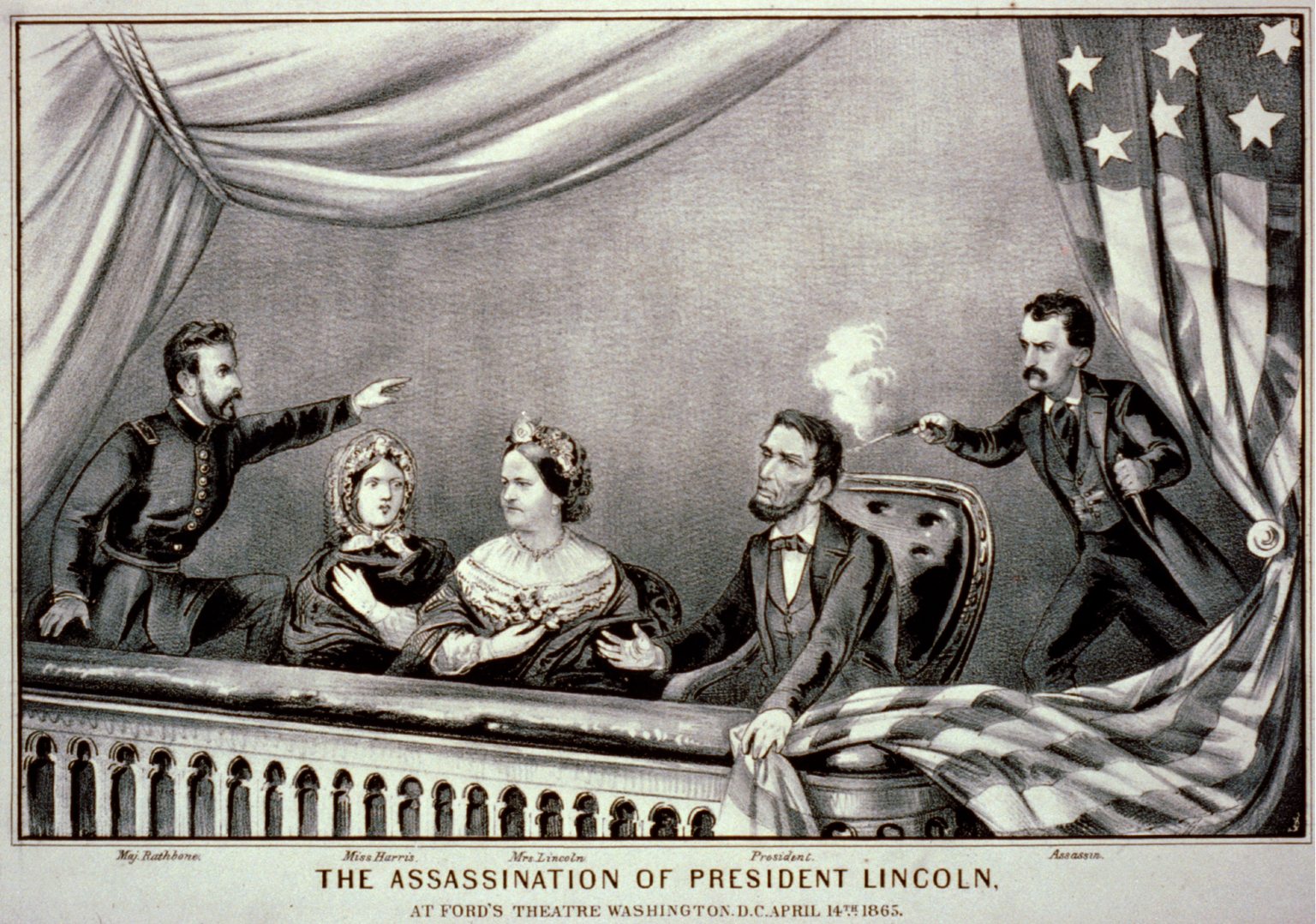
L'assassinio del presidente Lincoln in una illustrazione. Da sinistra: Henry Rathbone, Clara Harris, Mary Lincoln, Abraham Lincoln e John Wilkes Booth.

Il 14 aprile 1865, mentre la guerra di secessione volgeva a termine, Lincoln fu ferito a morte sotto gli occhi della moglie con un colpo di pistola alla testa, presso il Ford's Theatre, di Washington, dove era in programmazione la commedia Our American Cousin. L'omicida fu John Wilkes Booth, un attore della Virginia. Il presidente morì alle 7:22 del mattino del 15 aprile. Nei giorni seguenti, Mary Lincoln ricevette lettere di condoglianze da tutto il mondo, alle quali rispose personalmente nella maggior parte dei casi. Alla fine, Mrs. Lincoln ritornò in Illinois. Nel 1868, Elizabeth Keckly, una ex schiava affrancata, sua modista personale, quindi amica e confidente, pubblicò il libro Behind the Scenes, or, Thirty years a slave, and four years in the White House (in italiano: Dietro le quinte, o, trenta anni da schiava, e quattro anni alla Casa Bianca). Nel corso degli anni questo volume è stato ritenuto una preziosa fonte di informazioni per ciò che concerneva la first lady, ma la diretta interessata reputò la pubblicazione del libro il tradimento di una amicizia intima.
Il 14 luglio 1870, Mary Lincoln ottenne dal governo, su sua stessa pressione, una pensione annua di 3 000 dollari. In seguito alla morte di suo figlio Thomas (Tad), nel luglio 1871 le sue condizioni psicofisiche peggiorarono. Si susseguirono diversi episodi, dopo i quali il figlio Robert decise di internare la donna. Mary Lincoln fu ricoverata in una clinica presso Batavia nell'Illinois nel 1875. Tuttavia la notizia arrivò al Chicago Times, che montò un grosso scandalo sul fatto. Mary Lincoln, che dichiarò di non comprendere il perché dell'azione del figlio se non immaginando che mirasse al controllo del suo patrimonio, ottenne di poter vivere presso la sorella, come desiderava. In seguito, trascorse alcuni anni viaggiando in Europa e si spense il 16 luglio 1882 all'età di 63 anni.

## La sua vita in teatro
Dal 12 dicembre 1972 al 4 febbraio 1973 venne rappresentato a Broadway un lavoro di James Prideaux, The Last of Mrs. Lincoln, che è una rappresentazione teatrale della vita di Mary Todd dopo la morte del marito. Il suo ruolo venne interpretato dall'attrice americana Leora Dana e valse a quest'ultima il Tony Award for Best Featured Actress in a Play per il 1973.